# مطار الدويم
مطار الدويم (بالإنجليزية: Ed Dueim Airport)‏ هو مطار يخدم مدينة الدويم، في ولاية النيل الأبيض في السودان.